# Седларево
Седла́рево (болг. Седларево) — село в Сливенській області Болгарії. Входить до складу общини Котел.

## Населення
За даними перепису населення 2011 року у селі проживали 38 осіб, з них 35 осіб (92,1 %) — болгари.
Розподіл населення за віком у 2011 році:
Динаміка населення: